# Rupert Spira
Rupert Spira (Londres, 13 de marzo de 1960) es un profesor del "camino directo", un método de autoindagación espiritual a través de charlas y escritura y un escultor de estudio, con trabajo en colecciones públicas y privadas.

## Biografía
Spira nació en Londres en 1960. Se graduó en el West Surrey College of Art y tomó un aprendizaje en Wenford Bridge Pottery.
Inicialmente fue alumno de Henry Hammond y luego de Michael Cardew en el Wenford Bridge Pottery de 1980 a 1982.

## Carrera profesional
Los primeros trabajos de cerámica basados en ruedas, reflejaron influencias de un estilo utilitario muy tradicional de Bernard Leach. Este trabajo es principalmente de naturaleza práctica, tomando la forma de teteras, jarrones, vasijas, platos y otros utensilios culinarios.
En 1996, instaló su propio taller de cerámica en Church Farm, Shropshire, donde su estilo cambió de un estilo funcional a uno más minimalista, más fino y más complejo, variando en tamaño desde la miniatura hasta la gran escala. Si bien continúa fabricando y vendiendo cerámica funcional, ahora es conocido por esta cerámica de estudio más reciente. Ahora, su obra contiene poemas, tanto escritos por él mismo como por Kathleen Raine, poeta británica. Los poemas están grabados en el esmalte en estilo esgrafiado o escritos como letras en relieve, ya sea en un bloque cuadrado o en una sola línea a lo largo de la superficie del recipiente.
Estas obras varían en tamaño, desde pequeños cuencos de oración de unos pocos centímetros de ancho hasta cuencos abiertos enormes de 50 cm o más de diámetro. También es conocido por sus cilindros, que a menudo se fabrican como parte de una serie y, si bien cada uno está solo, están destinados a ser exhibidos como un grupo. Estos también varían en escala desde unos pocos centímetros de alto hasta el más grande de un metro o más de alto. Trabaja en una paleta limitada, principalmente monocromos simples en blanco, blanquecino y negro, pero ocasionalmente también hace cuencos profundos con vidriado rojo y juegos de té de color amarillo brillante.  Actualmente, vive y trabaja en Oxford.
Su trabajo aparece en galerías de Gran Bretaña, incluido en el Victoria and Albert Museum y la colección Sainsbury, así como en colecciones privadas.

## Enseñanza espiritual
Spira es un maestro espiritual y escritor en la rama de la no dualidad, explorando la naturaleza de la experiencia en sus ensayos y textos. Ha publicado varios libros  y algunos DVD con entrevistas. Mantiene reuniones y retiros regulares en el Reino Unido, Europa y Estados Unidos.
Trabaja en investigaciones sobre la naturaleza de la mente y la realidad a través de su filosofía y cerámica. La cerámica es el resultado del deseo del artista de realizar piezas elegantes, en armonía con la naturaleza y la conciencia humana.
Fue por casualidad que Rupert Spira descubrió la poesía de Yalal Roumi a la edad de 15 años, en 1975. Poco después aprendió Mevlevi, una danza sufí sagrada, compuesta de movimientos rotativos, oraciones y meditación, en la Colet House de Londres. Poco después, conoció a su primer maestro, el Dr. Francis Roles, quien fue alumno de Shantananda Saraswati en  Shankaracharya al norte de la India. Junto con el Dr. Roles, aprendió la meditación trascendental y se familiarizó con el Advaita clásico o sistema de no dualidad. Esto marcó el comienzo de un interés y una práctica que ha durado 25 años.
A partir de ese momento comenzó a estudiar la obra del filósofo ruso Piotr Ouspensky y aprendió las danzas y movimientos de Gurdjieff, de quien el filósofo fue un alumno y escriba. A finales de la década de 1970 asistió a las últimas reuniones de Krishnamurti en Brockwood Park, cerca de la casa de su infancia, y quedó impresionado e influenciado por su rigor intelectual. Durante todos estos años también estudió las enseñanzas de Ramana Maharshi y Sri Nisargadatta Maharaj. 

## Publicaciones
- Presencia. Editorial Sirio, España, 2015. {ISBN 978-84-16233-81-6}
- Transparency of Things : Contemplating the Nature of Experience. Editorial New Harbinger, España, 2016. {ISBN 978-1-62625-880-8}
- Ser consciente de ser consciente. Gaia Ediciones, España, 2018. {ISBN 978-84-8445-771-8}
- La naturaleza de la conciencia. Ensayos sobre la unidad de la mente y la materia. Ediciones La Llave, España, 2019. {ISBN 978-84-16145-55-3}